# 燕山山脈

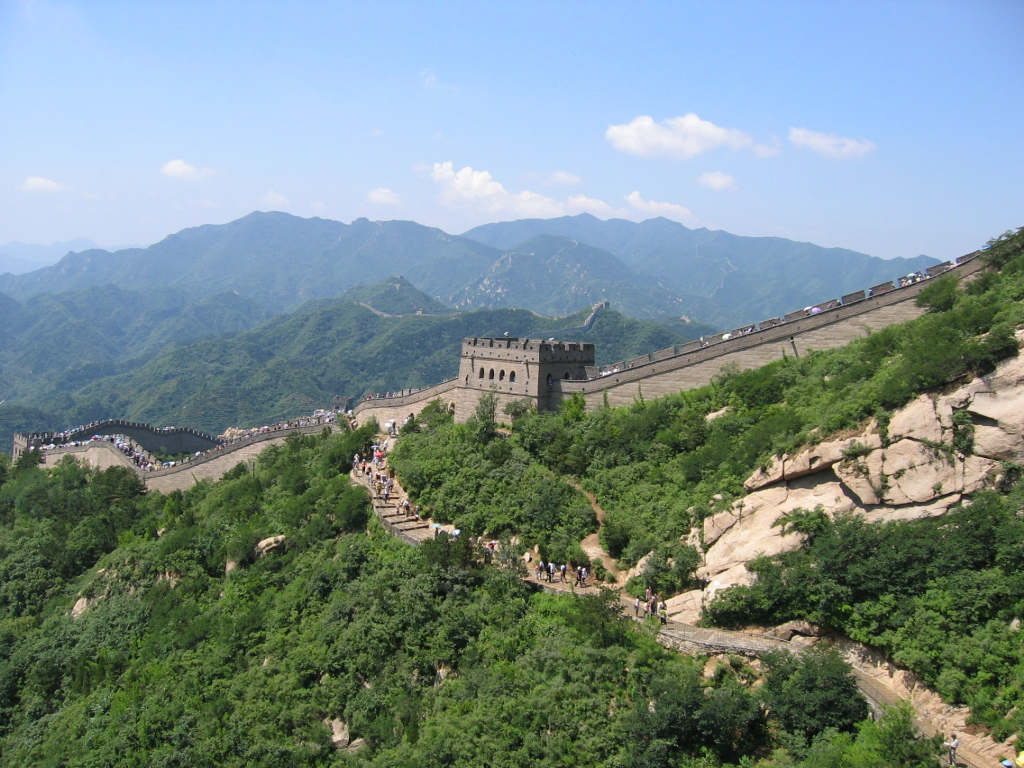
北京北部の軍都山にある八達嶺長城

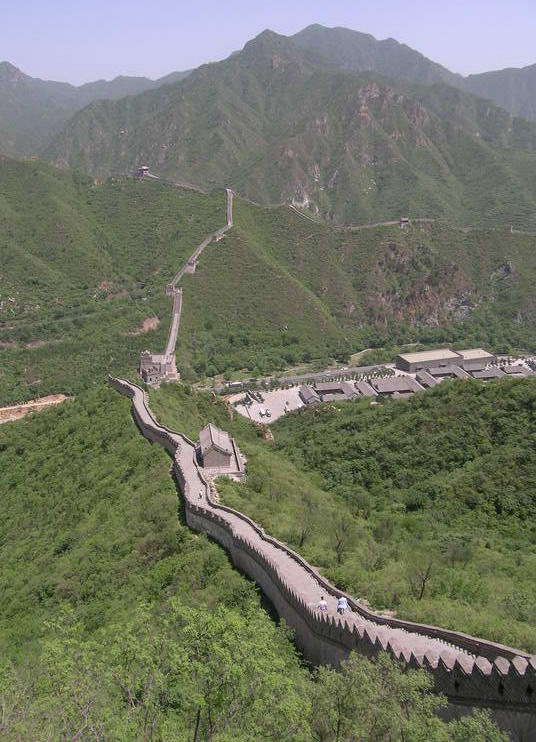
居庸関。軍都山と太行山脈の間の拒馬河峡谷にある

燕山山脈（えんざんさんみゃく、燕山、拼音: Yānshān）は中華人民共和国北部にある山地。河北省の河北平原の北を囲むようにそびえる。名は、南に燕国があったことにちなむ。
北京市の北部の軍都山から潮白河の峡谷を超えて山海関までを東西に走る。特に北京市西部の潮白河峡谷から山海関までの間（小燕山）が狭義の燕山であり、大房山、鳳凰山、霧霊山などの名山が点在する。北京北部の軍都山から潮白河峡谷までは大燕山とも呼ばれ、軍都山西端の拒馬河峡谷と居庸関の向こうは、河北平原の西を南北に走る太行山脈である。
主に石灰岩、花崗岩、玄武岩などから構成される。海抜は400mから1,000mで、最高峰の霧霊山（承徳市興隆県）は海抜2,116mに達する。
南の華北と北の内モンゴルおよび遼西を隔てる燕山には多数の渓谷があり、これらは南北を結ぶ隘路として戦略上重要な役割を持っていた。主な道には古北口（潮河峡谷、北京市密雲県）、喜峰口（灤河峡谷、唐山市と承徳市の間）、冷口などがある。また万里の長城の東端は燕山の上を走る。
石炭などの鉱物資源が豊富なほか自然も豊かで、山脈内には霧霊山自然保護区がある。承徳には清朝皇帝の離宮である避暑山荘がありその周囲の山々は立ち入り禁止の土地として自然が保たれていたが、清の崩壊以後は相次ぐ戦争や開墾により多くの森が切り倒された。